# Brachystelma franksiae
Brachystelma franksiae är en oleanderväxtart. Brachystelma franksiae ingår i släktet Brachystelma och familjen oleanderväxter.

## Underarter
Arten delas in i följande underarter:
- B. f. franksiae
- B. f. grandiflorum